# Comuna Truhaniv, Skole
Truhaniv (în ucraineană Труханів) este o comună în raionul Skole, regiunea Liov, Ucraina, formată din satele Pobuk și Truhaniv (reședința).

## Demografie
Componența lingvistică a comunei Truhaniv
     Ucraineană (100%)
Conform recensământului din 2001, toată populația comunei Truhaniv era vorbitoare de ucraineană (100%).